# Guiba
Guiba là một tổng thuộc  tỉnh Zoundwéogo ở miền trung Burkina Faso. Thủ phủ là thị xã Guiba. Dân số năm 2006 là 30.146 người.

## Các thị xã và làng xã
Banguéssom, Bilbalogo, Boura, Dissomey, Garancé, Guéré, Guéré-Goghin, Imasgo, Kaleinga, Koakin, Kougbaga, Ouètinga, Parougri, Passebtinga, Saonghin, Sougou, Tanghin, Tiédin, Tinrtinga, Toémissi, Yakin.